# Ernie Parker
Ernest Frederick Parker (ur. 5 listopada 1883 w Perth, zm. 2 maja 1918 Caëstre) – australijski tenisista, zwycięzca Australasian Championships w grze pojedynczej i podwójnej.
Parker był z wykształcenia prawnikiem i pracował jako adwokat w Perth. Parker uprawiał, oprócz tenisa, z powodzeniem golfa i krykiet. Po wybuchu I wojny światowej został powołany do wojska; początkowo zwolniony ze służby ze względu na wadę wzroku, ostatecznie trafił jednak do artylerii i wysłany został na front europejski. Poległ we Francji. Był, obok Anthony'ego Wildinga i Arthura O’Hary Wooda, jednym z trzech przedwojennych mistrzów Australasian Championships, którzy znaleźli śmierć na froncie.

## Kariera tenisowa
Mimo szczupłej budowy ciała i wady wzroku należał do czołowych tenisistów Australii w okresie poprzedzającym wybuch I wojny światowej. Dwukrotnie wziął udział w Australasian Championships (obecnie Australian Open), w 1909 i 1913 roku. W edycji zawodów z 1909 roku doszedł do finału gry pojedynczej, w którym przegrał z Anthonym Wildingiem, natomiast w 1913 okazał się najlepszym singlistą, po finałowym zwycięstwie nad Harrym Parkerem. W obu startach Parker triumfował także w deblu, w 1909 roku mając za partnera J. Keane'a, a cztery lata później Alfa Hedemana.
W składzie reprezentacji Australazji (Australii i Nowej Zelandii) w Pucharze Davisa, odnoszącej duże sukcesy w tym okresie, Parker nie znalazł miejsca. Zespół narodowy zdominowali Anthony Wilding i Norman Brookes, sporadycznie wspierani przez Rodneya Heatha i Alfreda Dunlopa.

### Finały w turniejach wielkoszlemowych

#### Gra pojedyncza (1–1)
| Końcowy wynik | Nr | Data | Turniej                           | Nawierzchnia | Przeciwnik      | Wynik finału       |
| ------------- | -- | ---- | --------------------------------- | ------------ | --------------- | ------------------ |
| Finalista     | 1. | 1909 | Australasian Championships, Perth | Trawiasta    | Anthony Wilding | 1:6, 5:7, 2:6      |
| Zwycięzca     | 1. | 1913 | Australasian Championships, Perth | Trawiasta    | Harry Parker    | 2:6, 6:1, 6:3, 6:2 |

#### Gra podwójna (2–0)
| Końcowy wynik | Nr | Data | Turniej                           | Nawierzchnia | Partner     | Przeciwnicy                | Wynik finału       |
| ------------- | -- | ---- | --------------------------------- | ------------ | ----------- | -------------------------- | ------------------ |
| Zwycięzca     | 1. | 1909 | Australasian Championships, Perth | Trawiasta    | J. Keane    | Tom Crooks Anthony Wilding | 1:6, 6:1, 6:1, 9:7 |
| Zwycięzca     | 2. | 1913 | Australasian Championships, Perth | Trawiasta    | Alf Hedeman | Harry Parker Ray Taylor    | 8:6, 4:6, 6:4, 6:4 |